# Hans-Jürgen Schülbe
Hans-Jürgen Schülbe (* 18. Juli 1944 in Eschwege) ist ein deutscher Politiker (Die Grünen) und ehemaliger Abgeordneter des Hessischen Landtags.
Hans-Jürgen Schülbe war Berufsschullehrer in Bad Hersfeld. Er kandidierte bei den Landtagswahlen 1991 und 1995 im Wahlkreis Hersfeld. Am 14. Oktober 1994 rückte er für Rupert von Plottnitz in den Landtag nach, dem er bis zum Ende der Wahlperiode am 4. April 1995 angehörte. Nach seinem Parteiaustritt kandidierte er bei der Landtagswahl in Hessen 2003 im Wahlkreis Rotenburg als parteiloser Einzelbewerber und erreichte 3,2 % der Stimmen.